# Villers-Pol
Pour les articles homonymes, voir Villers.
Villers-Pol est une commune française située dans le département du Nord, en région Hauts-de-France.

## Géographie

### Description
Villers-Pol fait partie de l'Avesnois, région naturelle composant elle-même la partie sud du Hainaut. L'urbanisation de la Commune s'est initialement développée le long de la Rhonelle puis, plus récemment, vers la route départementale 934. Villers-Pol se situe sur une des sept anciennes voies romaines autour de Bavay à 5 km au nord du Quesnoy. 
Hameau : En son extrémité nord-ouest, elle comprend un hameau dénommé "Le Wult" situé également sur le territoire des communes voisines de Préseau et Maresches.

### Communes limitrophes
| Préseau             | Curgies     | Jenlain  |
| Maresches Sepmeries | Villers-Pol | Frasnoy  |
| Ruesnes             | Le Quesnoy  | Orsinval |

### Hydrographie

#### Réseau hydrographique
La commune est située dans le bassin Artois-Picardie. Elle est drainée par la Rhonelle, le ruisseau de l'Ange et,.
La Rhonelle, d'une longueur de 32 km, prend sa source dans la commune de Locquignol et se jette  dans le Vieil Escaut à Valenciennes, après avoir traversé douze communes. 

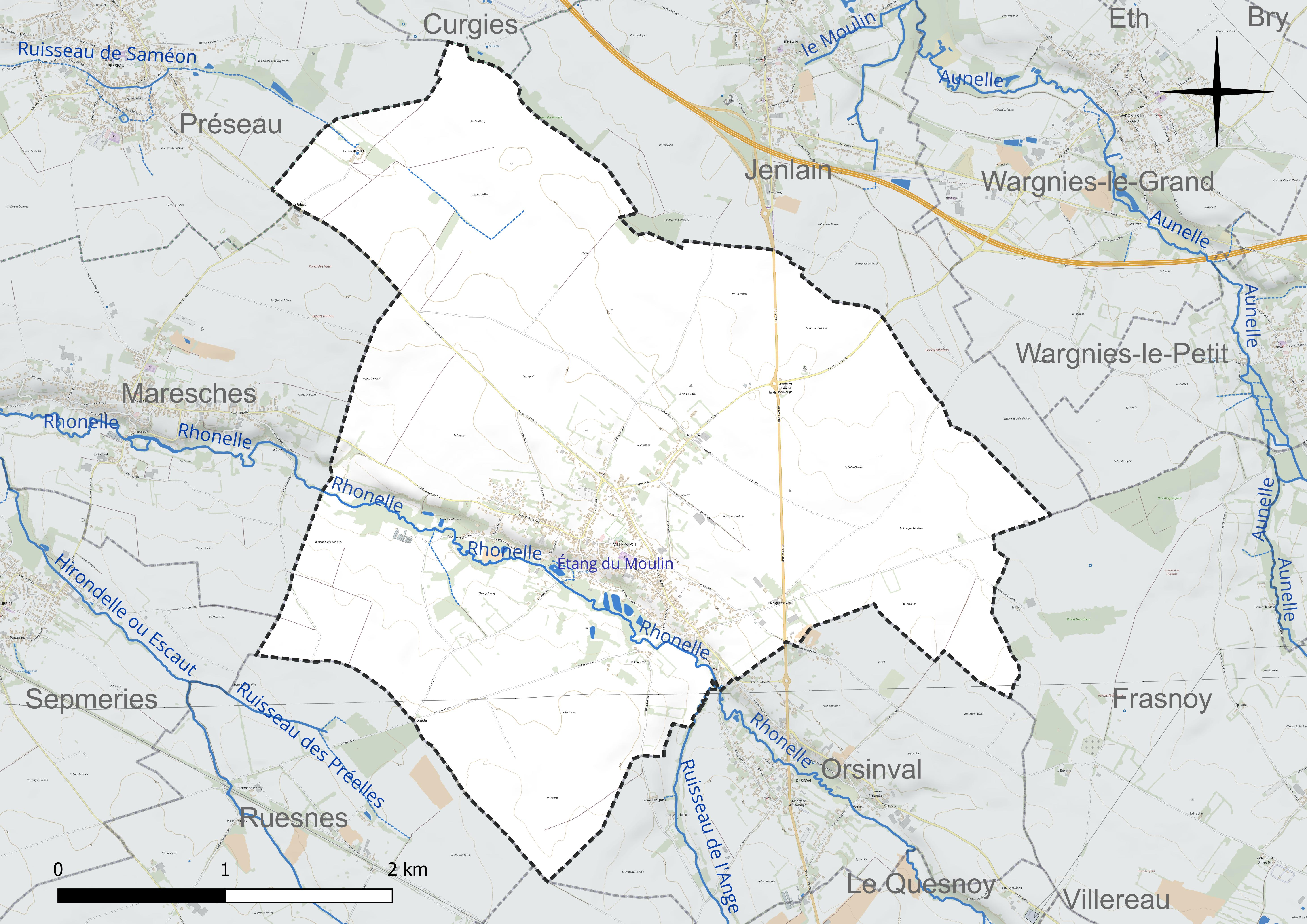
Réseau hydrographique de Villers-Pol.

Un plan d'eau complète le réseau hydrographique : l'étang du Moulin (0,3 ha),.

#### Gestion et qualité des eaux
Le territoire communal est couvert par le schéma d'aménagement et de gestion des eaux (SAGE) « Escaut ». Ce document de planification concerne un territoire de 2 005 km2 de superficie, délimité par le bassin versant de l'Escaut. Le périmètre a été arrêté le 9 juin 2006 et le SAGE proprement dit a été approuvé le 13 juillet 2021. La structure porteuse de l'élaboration et de la mise en œuvre est le syndicat mixte Escaut et Affluents (SyMEA). 
La qualité des cours d'eau peut être consultée sur un site dédié géré par les agences de l'eau et l'Agence française pour la biodiversité. 

### Climat
Pour des articles plus généraux, voir Climat des Hauts-de-France et Climat du Nord.
En 2010, le climat de la commune est de type climat océanique dégradé des plaines du Centre et du Nord, selon une étude du CNRS s'appuyant sur une série de données couvrant la période 1971-2000. En 2020, Météo-France publie une typologie des climats de la France métropolitaine dans laquelle la commune est exposée à un climat océanique altéré et est dans la région climatique  Nord-est du bassin Parisien, caractérisée par un ensoleillement médiocre, une pluviométrie moyenne régulièrement répartie au cours de l'année et un hiver froid (3 °C). 
Pour la période 1971-2000, la température annuelle moyenne est de 10,2 °C, avec une amplitude thermique annuelle de 14,9 °C. Le cumul annuel moyen de précipitations est de 789 mm, avec 12,1 jours de précipitations en janvier et 8,9 jours en juillet. Pour la période 1991-2020, la température moyenne annuelle observée sur la station météorologique la plus proche, située sur la commune de Valenciennes à 10 km à vol d'oiseau, est de 11,0 °C et le cumul annuel moyen de précipitations est de 694,1 mm,. Pour l'avenir, les paramètres climatiques de la commune estimés pour 2050 selon différents scénarios d'émission de gaz à effet de serre sont consultables sur un site dédié publié par Météo-France en novembre 2022.

## Urbanisme

### Typologie
Au 1er janvier 2024, Villers-Pol est catégorisée bourg rural, selon la nouvelle grille communale de densité à sept niveaux définie par l'Insee en 2022.
Elle appartient à l'unité urbaine de Le Quesnoy, une agglomération intra-départementale regroupant cinq  communes, dont elle est une commune de la banlieue,,. Par ailleurs la commune fait partie de l'aire d'attraction de Valenciennes (partie française), dont elle est une commune de la couronne,. Cette aire, qui regroupe 102 communes, est catégorisée dans les aires de 200 000 à moins de 700 000 habitants,.

### Occupation des sols
L'occupation des sols de la commune, telle qu'elle ressort de la base de données européenne d'occupation biophysique des sols Corine Land Cover (CLC), est marquée par l'importance des territoires agricoles (92,4 % en 2018), une proportion identique à celle de 1990 (92,4 %). La répartition détaillée en 2018 est la suivante : 
terres arables (74,8 %), prairies (17,6 %), zones urbanisées (7,6 %). L'évolution de l'occupation des sols de la commune et de ses infrastructures peut être observée sur les différentes représentations cartographiques du territoire : la carte de Cassini (XVIIIe siècle), la carte d'état-major (1820-1866) et les cartes ou photos aériennes de l'IGN pour la période actuelle (1950 à aujourd'hui).

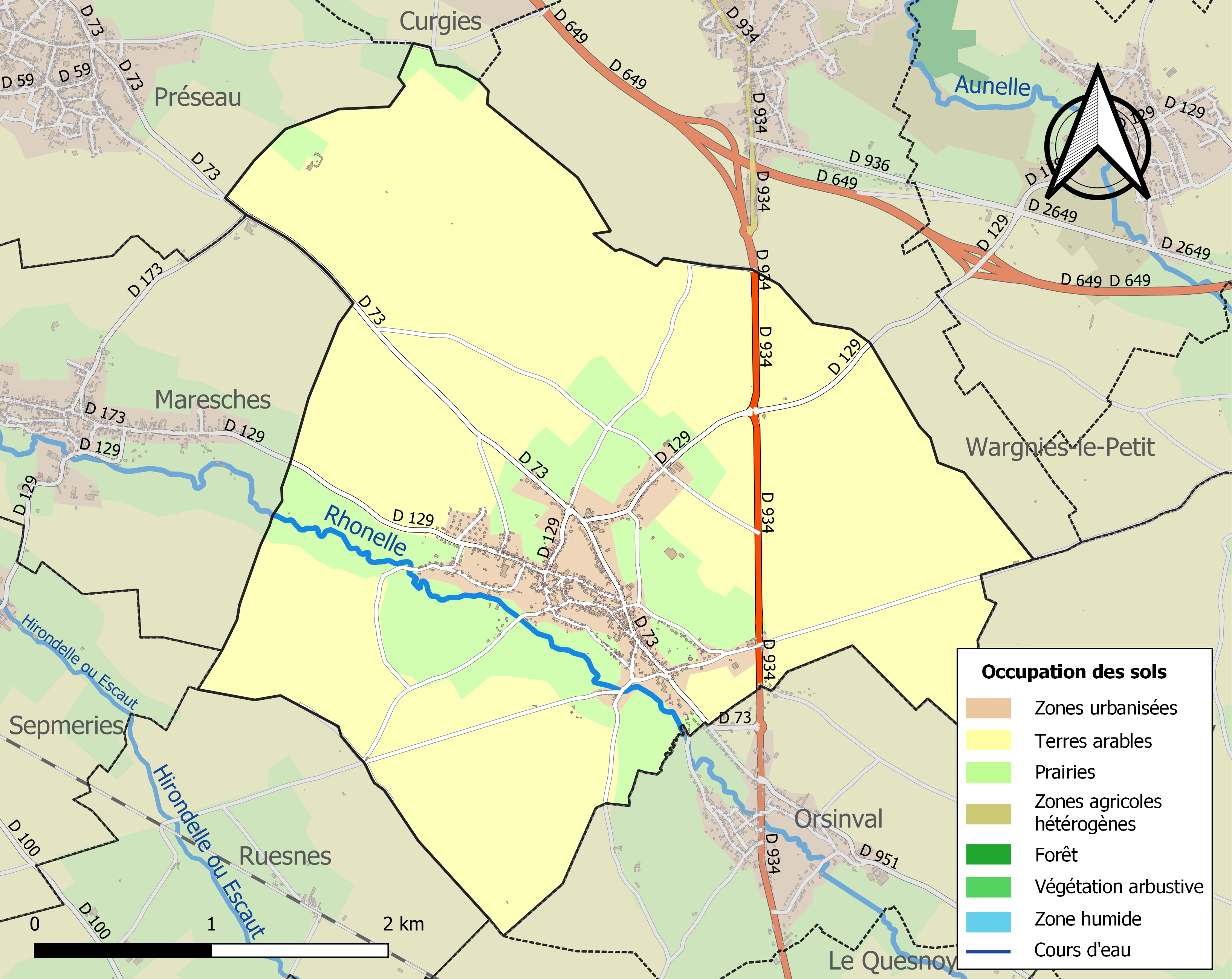
Carte des infrastructures et de l'occupation des sols de la commune en 2018 (CLC).

## Toponymie-Etymologie
Noms anciens : 1057 : Vilarium, 1121 : Vilare episcopi, 1142 : Vileirs , 1186 : Villers-Sirpol, 
Etymologie : La terminaison "Pol" du nom de la Commune correspond probablement au nom d'un des seigneurs de la localité, à savoir Polius de Vileir.

## Histoire
De traces d'habitations romaines ont été trouvées à Villers-Pol. Un texte de 885 mentionne Villare, quae est sita in pago hagnoense (Villare dans le pays d'Hainaut) Il fallait bien specifier, avec tant de villages nommé Villers. Le clergé utilisait (1142) le latin Villare episcopi. Il n'en était pas pareil pour le peuple: Vulgo dictus Villare Polii, Gallicè Villers Pol (Appelé par le peuple Villare Polii, en français Villers Pol)
Le seigneur de Villare episcopi  était donc un évêque: c'était celui de Cambrai, qui possédait dès 885 la terre et la cure. Dans la période féodale l'évêque offre des parties de la terre en don, il les reprend, mais toujours les liens de dépendance envers l'évêché de Cambrai restent enracinés.
Toujours au Moyen Âge, sous les ducs de Bourgogne comtes palatins de Hainaut, le bourg est signalé dans les actes des échevins, Villers Monseigneur Polle. Des notables de Valenciennes et de Le Quesnoy possédaient également des bois (futaies), prés, terres ahanables (labourables), et courtils sur l'entité. En effet, dans les archives du Chapitre métropolitain de Cambrai, des parchemins mentionnent entre les années 1451 et 1457, les héritages que ces familles possédaient sur Villers-Pol et, dont certaines firent des donations partielles à l'évêché : telles, Marguerite des Ghaukiers veuve de Jehan de Mons, châtelain, gouverneur du Quesnoy et, Marguerite de Maroilles veuve de Jehan de Surie (ou, de Sury(e)), échevin de Le  Quesnoy, qui détenaient ensemble des prés au lieu-dit « au chemin Tommesiau », attenant aux terres de la  Maison (cense) de le Follie, aux terres de la cense du Linsoit et aux terres de l'abbaye d'Orsinval; héritages de bois (futaies), au lieu-dit « au chemin de le Haie » détenus par les hoirs Jacquemart de Bohaing et de Piérart de Ruesnes ; les terres de Hauwain de Kievraing (ou, Hauwiel de Quiévrain, chevalier) et de Jacquemart dou Melz (ou, du Melz), près de « l'arbre de la Croisette » ; les terres de Jehan d'Oisy, de Jehan de Segry, et de Martin de Frasnes, attenant au lieu-dit « aux buissons à Welt », etc. Ces parchemins, riches d'enseignement pour la connaissance des  anciens lieux-dits de la commune, nous relatent aussi les mouvances de fiefs et les passations d'héritages familiaux, dont une partie, comme signalé plus haut, tombait dans l'escarcelle de l'évêché. La paroisse de Villers-Pol, qui comprenait aussi Orsinval, dépendait du décanat de Valenciennes, et cela du XIIe siècle jusqu'à la Révolution.
En 1790, un incendie détruit les archives et ravage l'église ainsi qu'une trentaine de maisons.
Villers-Pol, occupé pendant la Première Guerre mondiale presque jusqu'à la fin du conflit, voit couler beaucoup de sang pour sa libération, début novembre 1918.

## Politique et administration
| Période                                  | Période                      | Identité                           | Étiquette     | Qualité                                                                        |
| ---------------------------------------- | ---------------------------- | ---------------------------------- | ------------- | ------------------------------------------------------------------------------ |
| Les données manquantes sont à compléter. |                              |                                    |               |                                                                                |
| 1800                                     | 1812                         | Alexandre Dubuissez                |               | Le Maire. et fonctions d'état civile                                           |
| 1816                                     | 1848                         | Désiré Joseph Carpentier           |               | Le Maire. et fonctions d'état civile                                           |
| 1848                                     | 1858                         | Philippe Monnier                   |               | Le Maire. et fonctions d'état civile                                           |
| 1858                                     | 1870                         | Pierre François Carlier            |               | Le Maire. et fonctions d'état civile                                           |
| 1870                                     | 1881                         | Désiré Ferdinand Joseph Carpentier |               | Le Maire. et fonctions d'état civile                                           |
| 1882                                     | 1900                         | Jean-Baptiste Carlier              |               | Le Maire. et fonctions d'état civile                                           |
| 1900                                     | 1907                         | Jules Carlier                      |               | Le Maire. et fonctions d'état civile                                           |
| 1908                                     | 1910                         | Edmond Guéry                       |               | Le Maire. et fonctions d'état civile                                           |
| Les données manquantes sont à compléter. |                              |                                    |               |                                                                                |
| 1919                                     | 1944                         | Léon Jules Carlier                 | Rad. ind.     | Député du Nord (1926 → 1932) Conseiller général du Quesnoy-Ouest (1919 → 1928) |
| mars 1977                                | janvier 2013                 | René Locoche                       | Apparenté UDF | Conseiller général du Quesnoy-Ouest (2001 → 2015) Démissionnaire               |
| juin 2013                                | mars 2014                    | Jean-François Chabot,              |               | Enseignant retraité                                                            |
| mars 2014                                | juillet 2020                 | Jean-Marie Simon                   | DVD           | Éducateur retraité                                                             |
| juillet 2020,                            | En cours (au 4 juillet 2020) | Olivier Yzanic                     |               | Agriculteur                                                                    |

## Population et société

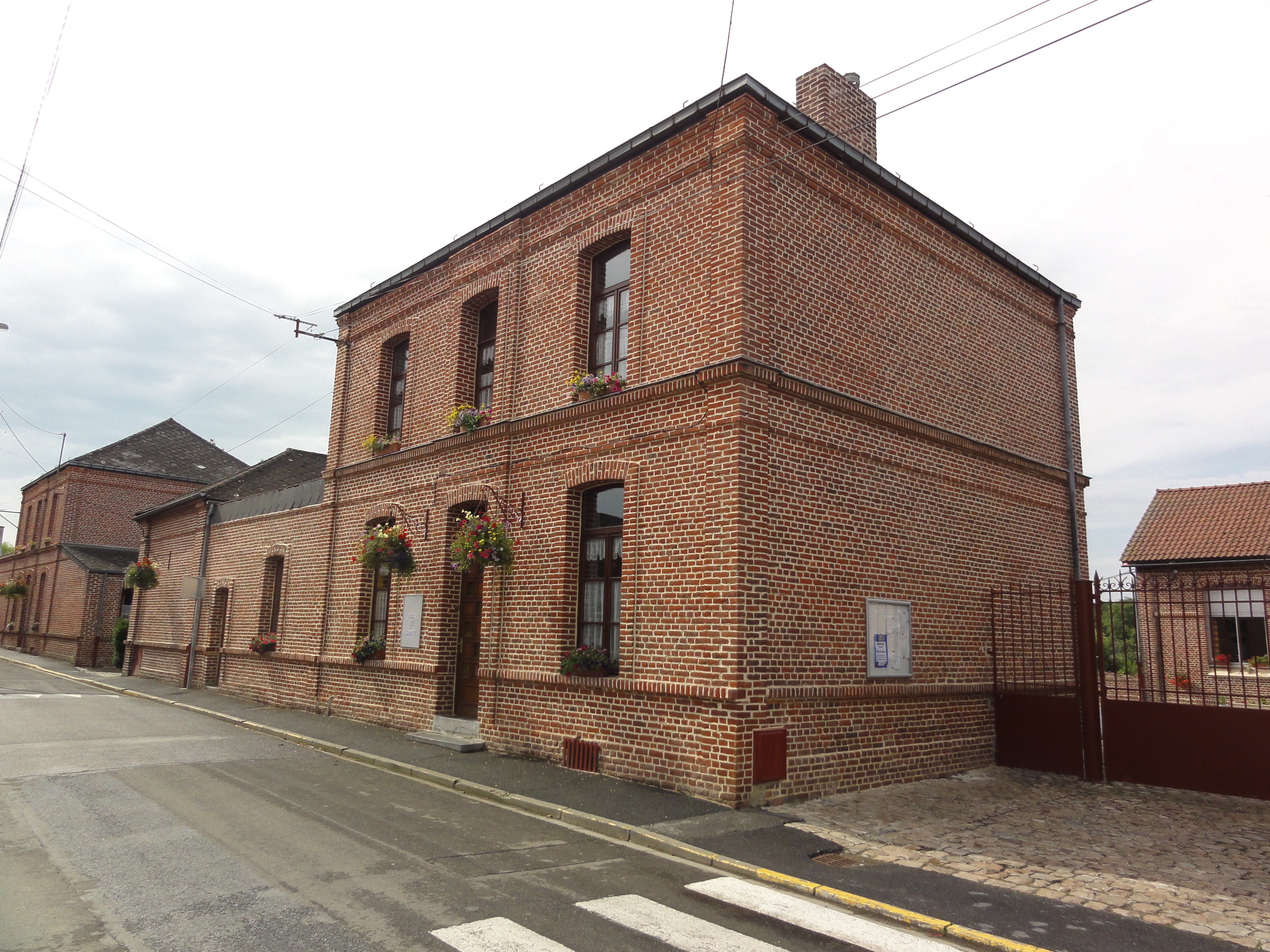
L'école

### Démographie

#### Évolution démographique
L'évolution du nombre d'habitants est connue à travers les recensements de la population effectués dans la commune depuis 1793. Pour les communes de moins de 10 000 habitants, une enquête de recensement portant sur toute la population est réalisée tous les cinq ans, les populations de référence des années intermédiaires étant quant à elles estimées par interpolation ou extrapolation. Pour la commune, le premier recensement exhaustif entrant dans le cadre du nouveau dispositif a été réalisé en 2007.

En 2022, la commune comptait 1 230 habitants, en évolution de −2,38 % par rapport à 2016 (Nord : +0,51 %, France hors Mayotte : +2,11 %).
| 1793 | 1800  | 1806  | 1821  | 1831  | 1836  | 1841  | 1846  | 1851  |
| ---- | ----- | ----- | ----- | ----- | ----- | ----- | ----- | ----- |
| 954  | 1 041 | 1 144 | 1 286 | 1 421 | 1 484 | 1 507 | 1 573 | 1 485 |

| 1856  | 1861  | 1866  | 1872  | 1876  | 1881  | 1886  | 1891  | 1896  |
| ----- | ----- | ----- | ----- | ----- | ----- | ----- | ----- | ----- |
| 1 449 | 1 458 | 1 491 | 1 441 | 1 400 | 1 413 | 1 398 | 1 398 | 1 435 |

| 1901  | 1906  | 1911  | 1921  | 1926  | 1931  | 1936  | 1946  | 1954  |
| ----- | ----- | ----- | ----- | ----- | ----- | ----- | ----- | ----- |
| 1 423 | 1 407 | 1 455 | 1 343 | 1 371 | 1 247 | 1 261 | 1 203 | 1 197 |

| 1962  | 1968  | 1975  | 1982  | 1990  | 1999  | 2006  | 2007  | 2012  |
| ----- | ----- | ----- | ----- | ----- | ----- | ----- | ----- | ----- |
| 1 137 | 1 098 | 1 036 | 1 214 | 1 256 | 1 254 | 1 248 | 1 247 | 1 239 |

| 2017  | 2022  | - | - | - | - | - | - | - |
| ----- | ----- | - | - | - | - | - | - | - |
| 1 276 | 1 230 | - | - | - | - | - | - | - |

#### Pyramide des âges
La population de la commune est relativement jeune.
En 2018, le taux de personnes d'un âge inférieur à 30 ans s'élève à 33,3 %, soit en dessous de la moyenne départementale (39,5 %). À l'inverse, le taux de personnes d'âge supérieur à 60 ans est de 28,1 % la même année, alors qu'il est de 22,5 % au niveau départemental.
En 2018, la commune comptait 639 hommes pour 645 femmes, soit un taux de 50,23 % de femmes, légèrement inférieur au taux départemental (51,77 %).
Les pyramides des âges de la commune et du département s'établissent comme suit.
| Hommes | Classe d’âge | Femmes |
| ------ | ------------ | ------ |
| 0,2    | 90 ou +      | 1,2    |
| 7,2    | 75-89 ans    | 8,5    |
| 19,0   | 60-74 ans    | 20,0   |
| 21,1   | 45-59 ans    | 20,0   |
| 17,5   | 30-44 ans    | 18,8   |
| 15,5   | 15-29 ans    | 13,4   |
| 19,6   | 0-14 ans     | 18,0   |

| Hommes | Classe d’âge | Femmes |
| ------ | ------------ | ------ |
| 0,5    | 90 ou +      | 1,4    |
| 5,3    | 75-89 ans    | 8,1    |
| 14,8   | 60-74 ans    | 16,2   |
| 19,1   | 45-59 ans    | 18,4   |
| 19,5   | 30-44 ans    | 18,7   |
| 20,7   | 15-29 ans    | 19,1   |
| 20,2   | 0-14 ans     | 18     |

## Culture locale et patrimoine

### Lieux et monuments
- Église Saint-Martin de 1772, ravagée par un incendie en 1790, reconstruite.
- Plusieurs chapelles, dont celle de Sainte-Geneviève datant de 1632, la plus ancienne du canton.
- Calvaire de 1852 et 1909.
- Monument de l'abbé Lehu, curé de Villers-Pol et Orsinval tué en septembre 1944.
- L'extension du cimetière communal de Villers-Pol héberge 119 tombes de guerre de soldats tombés en novembre 1918 à la Libération. Au cimetière, il y a aussi 74 Allemands enterrés.

- Ferme, brasserie dite brasserie Monier.

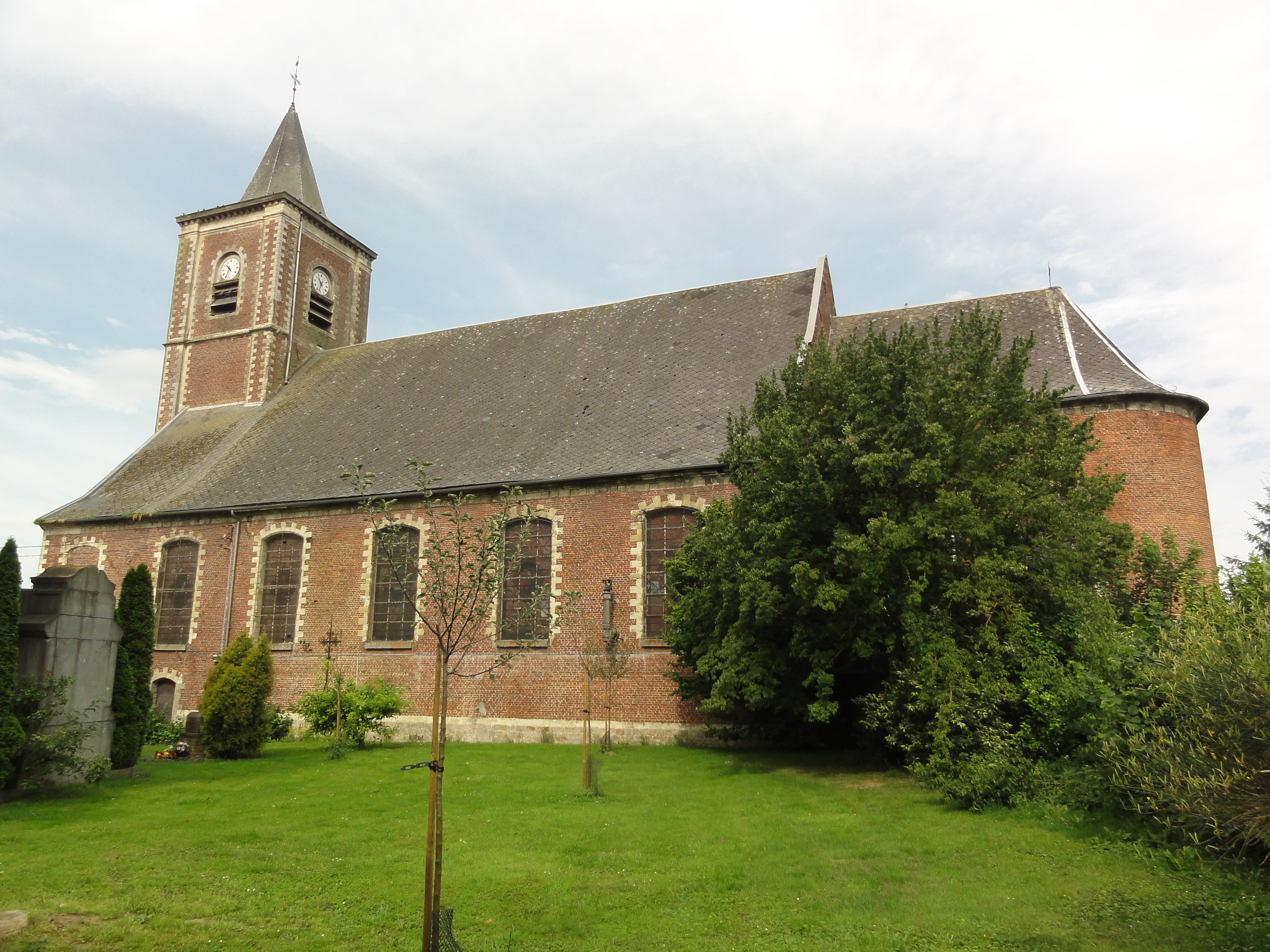
L'église Saint-Martin
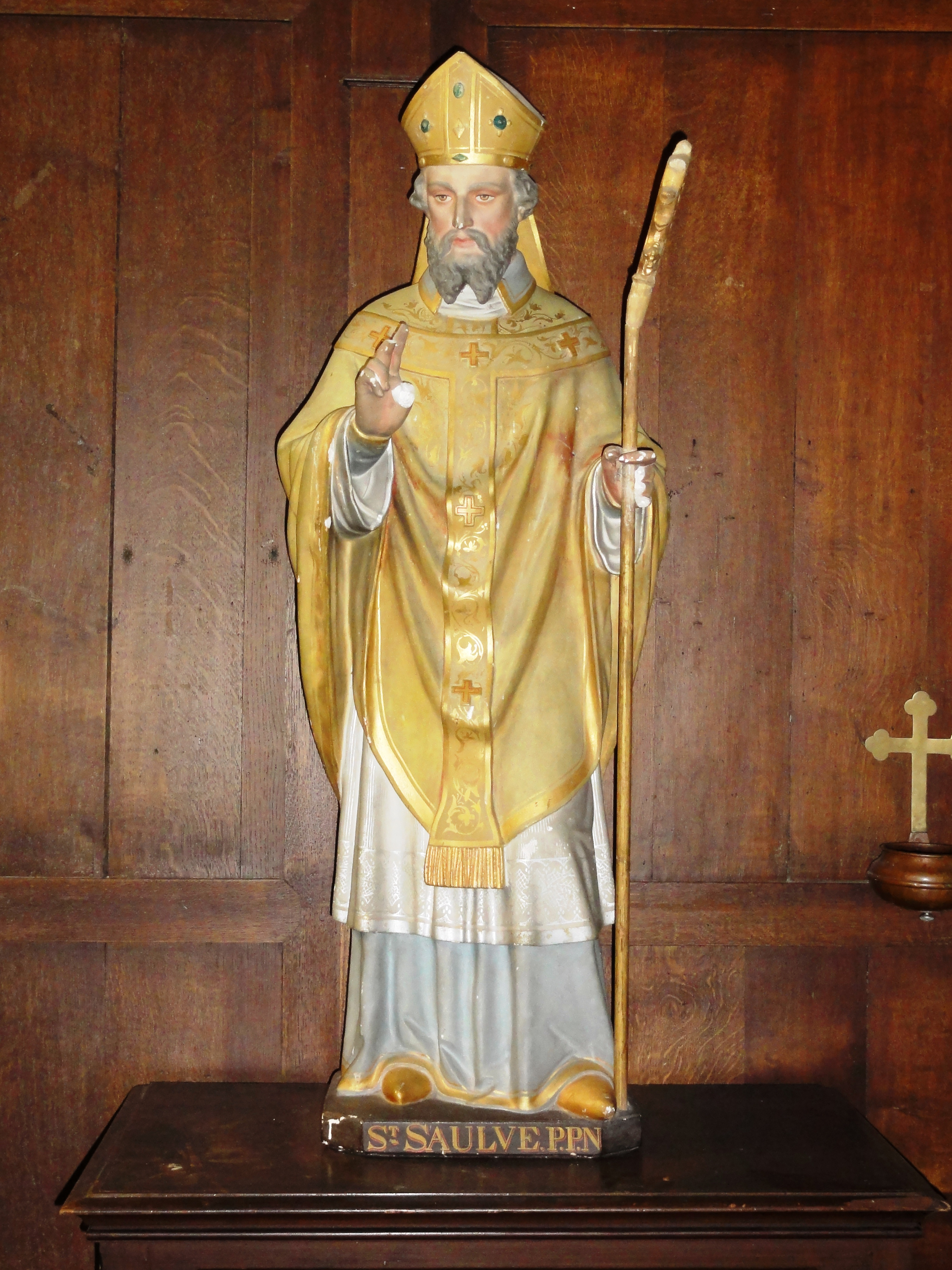
L'église, statue St.Saulve
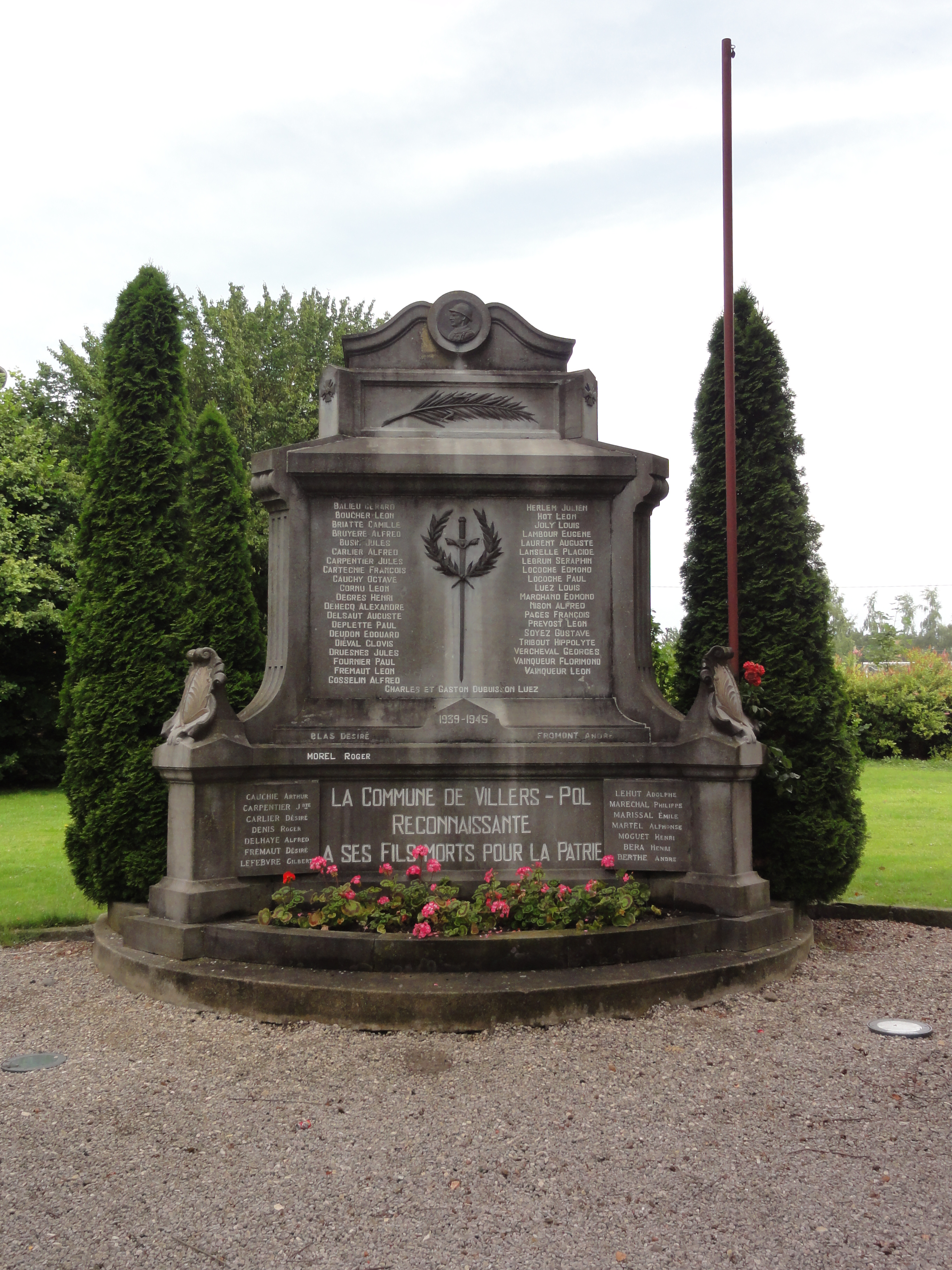
Le monument aux morts
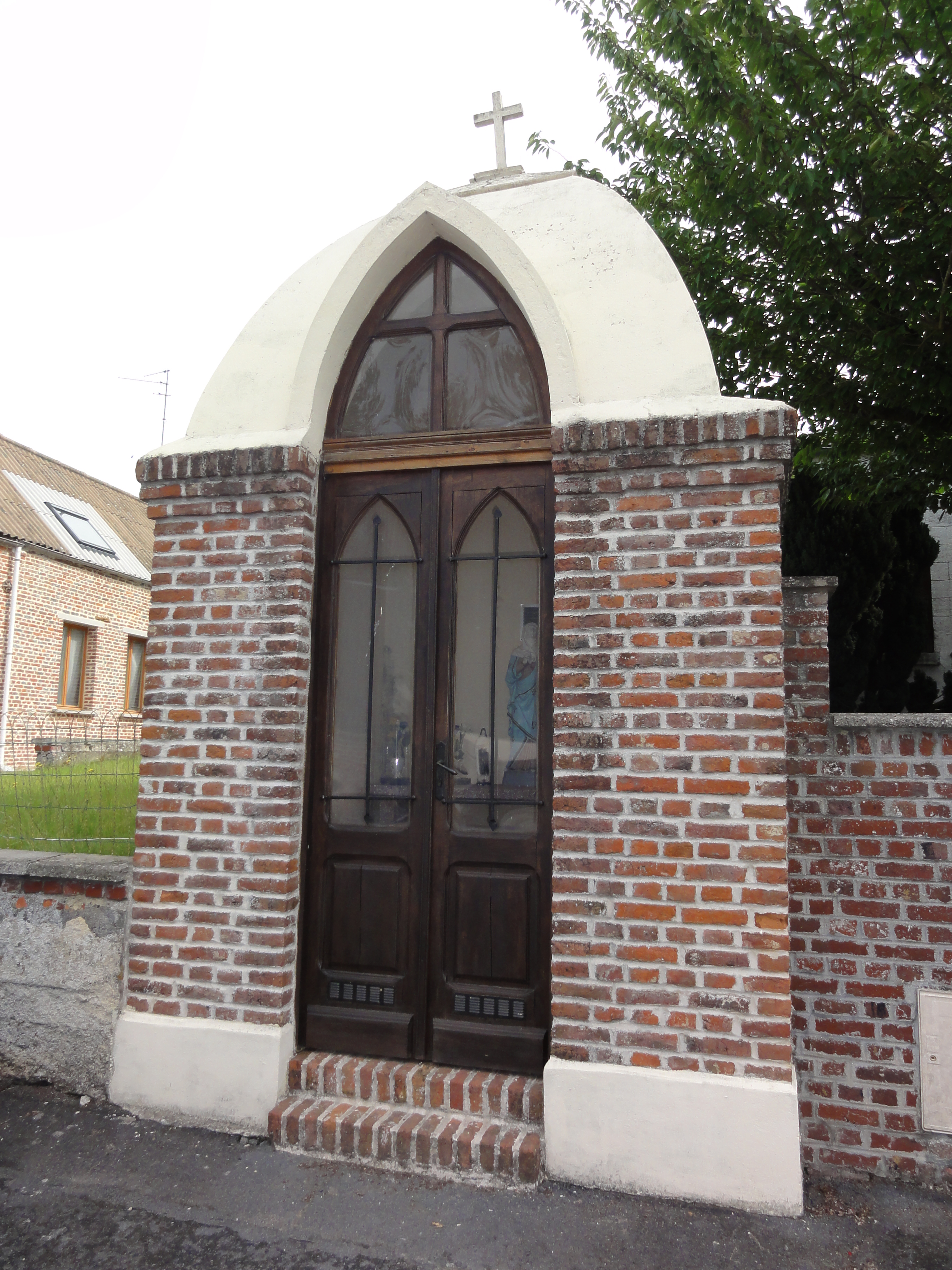
Chapelle de la Vierge Marie
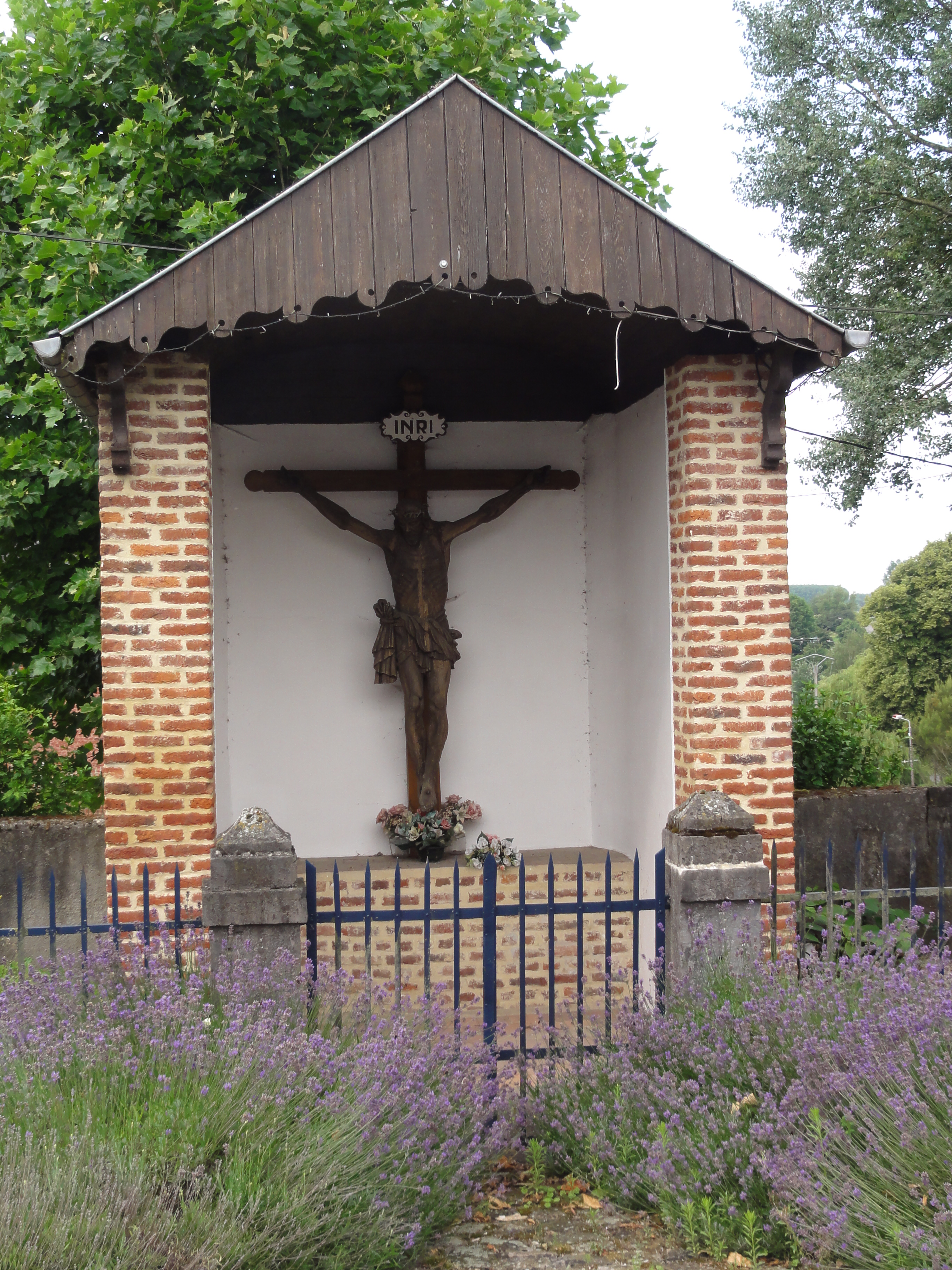
Calvaire

### Personnalités liées à la commune
- Jules Carlier-Caffieri, (1878-1964) né et mort est à Villers-Pol, est un homme politique français,  député et maire.

### Héraldique
| Blason de Villers-Pol | Blason  | D'argent à la bande de sable chargée de trois fleurs de lis d'or. |
| Blason de Villers-Pol | Détails |                                                                   |